# Röå alsumpskog
Röå alsumpskog är ett naturreservat i Karlsborgs kommun i Västra Götalands län.
Området är skyddat sedan 1997 och är 12 hektar stort. Det är beläget mitt mellan Karlsborg och Hjo nära Vätterns strand. 

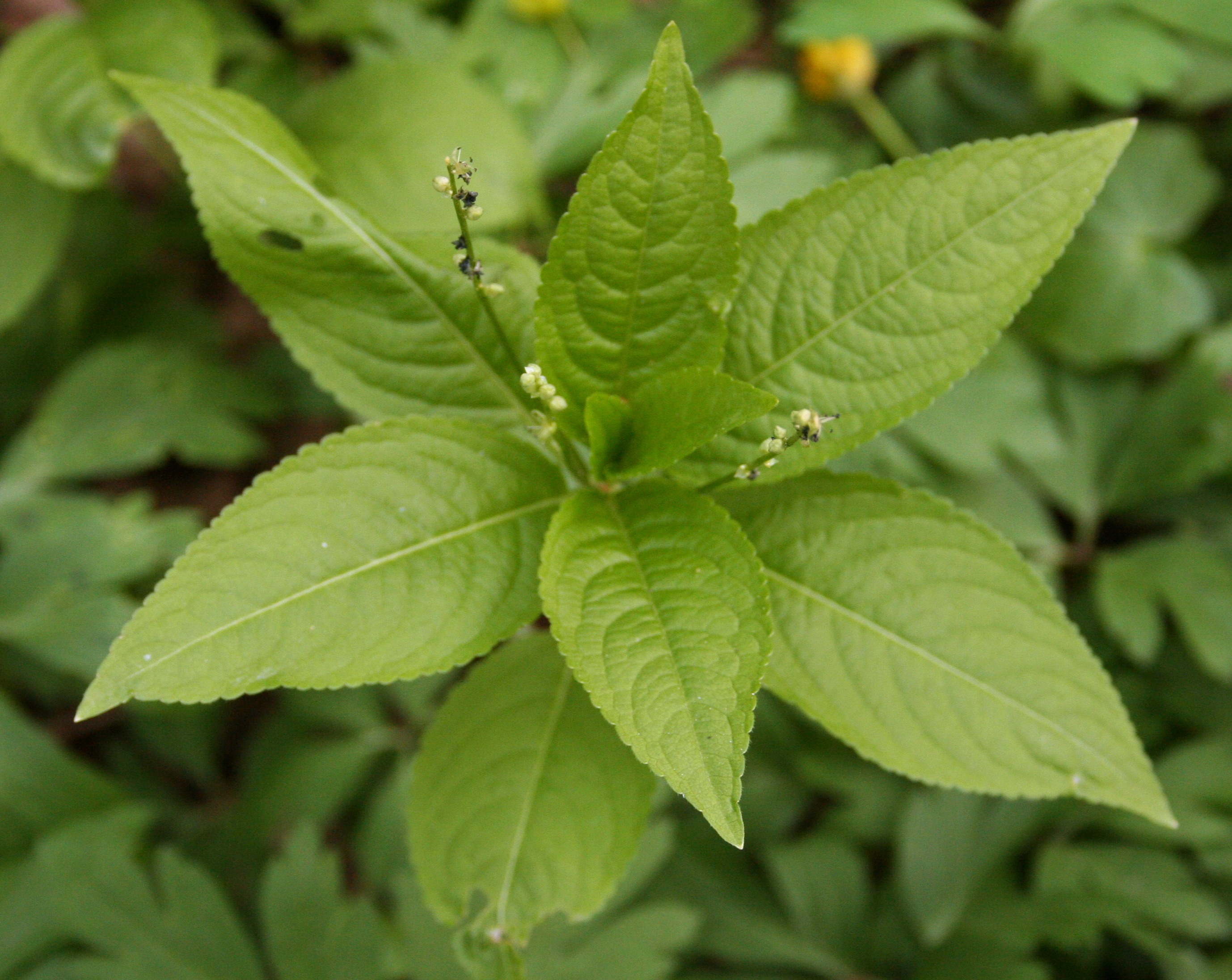
Skogsbingel

Reservatet utgörs av alsumpskog som domineras av klibbal och björk. Det finns även inslag av tall, gran, ask, rönn och fågelbär. Lågor och högstubbar förekommer vilket bidrar till en del förekomst av sällsynta mossarter. I södra delen finns en naturlig bäckfåra. Området ingår i ett större alskogsområde längs sjön Vättern. 
Skogsbingel, dvärghäxört och gullpudra växer inom reservatet.
Området ingår i EU:s ekologiska nätverk av skyddade områden, Natura 2000.